# Myoscolex
Myoscolex é o gênero de um possível artrópode com afinidades com o gênero Opabinia. Os fósseis deste gênero foram encontrados no Folhelho Emu Bey, Austrália.
Os fósseis do Myoscolex foram preservados em apatita (fosfato de cálcio) ao invés de carbonato de cálcio, como a maioria dos fósseis da região, o que possibilitou uma melhor preservação do corpo. No geral, dos espécimes encontrados, é possível identificar blocos musculares separados por segmentos. Os espécimes de Myoscolex são o exemplo mais antigo de preservação de tecido muscular.
Em um espécime foi possível identificar dois olhos redondos na parte superior da cabeça e outro longo olho saliente a frente da cabeça. Além disso, ainda foi possível identificar uma leve estrutura que percorre a parte inferior da cabeça e parte do corpo. Por conter apatita, é sabido que este membro possuía tecido muscular, e, após investigações minuciosas, foi interpretado como um probóscide. Em outro espécime também foi identificado um possível probóscide.
Em outro espécime foi possível identificar os apêndices do animal. Estes estão emparelhados e se estendem a uma distância considerável do corpo. Além disso, os apêndices diferem ao longo do corpo indicando que foram bastante flexíveis. Os apêndices também apresentaram certa variação de postura ao longo do corpo, indicando certo grau de flexibilidade independente. No mesmo espécime ainda foi possível identificar um par de caudas direcionadas para cima.